# Broadway After Dark
Broadway After Dark is een stomme film uit 1924 onder regie van Monta Bell. De film is gebaseerd op het gelijknamige toneelstuk van Owen Davis. Het staat bekend als de eerste samenwerking met Bell en Norma Shearer. Er wordt vermoed dat de film verloren is gegaan; het is niet bekend of er nog kopieën van bestaan.
Destijds werd de film positief ontvangen. Het filmtijdschrift Photoplay gaf alle lof aan de acteurs en de The New York Times noemde het een "zeer vermakelijke" film.

## Verhaal
Ralph Norton is een rijke vrijgezel die veel contacten heeft binnen het leven in Broadway. Hij voelt zich aangetrokken tot Helen Tremaine, een zorgeloze socialiste. Ze kregen een relatie en voor een kote periode is Ralph dolgelukkig. Op een gegeven moment wordt hij zijn oppervlakkige leven echter zat.
Hij besluit in een opvangtehuis te trekken. Hij huurt hier een kamer en biedt onderdak aan ambitieuze theateracteurs. Hier ontmoet hij Rose Dulane, een hardwerkende actrice. Ze verliest haar baan, nadat producenten van het theater ontdekken dat ze een crimineel verleden heeft. Ralph krijgt medelijden met haar en neemt Rose onder zijn hoede. Ze zijn samen gelukkig, totdat en detective haar begint te chanteren.

## Rolbezetting
| Acteur          | Personage      |
| --------------- | -------------- |
| Adolphe Menjou  | Ralph Norton   |
| Norma Shearer   | Rose Dulane    |
| Anna Q. Nilsson | Helen Tremaine |
| Edmund Burns    | Jack Devlin    |
| Carmel Myers    | Lenore Vance   |
| Vera Lewis      | Mevrouw Smith  |
| Willard Louis   | Slim Scott     |
| Mervyn LeRoy    | Carl Fisher    |
| James Quinn     | Ed Fisher      |
| Edgar Norton    | De oude acteur |